# ادعاهایی مبنی بر دستکاری داده های اقتصادی در جمهوری اسلامی ایران
ادعاهایی مبنی بر دستکاری داده‌های اقتصادی در جمهوری اسلامی ایران اغلب توسط اقتصاددانانی که کشور را بررسی می‌کنند، ذکر می‌کنند و به تفاوت‌های آماری منتشر شده توسط دولت و سایر منابع اشاره می‌کنند. علیرغم ادعاهای رسمی مبنی بر رشد قابل توجه تولید ناخالص داخلی از سال ۲۰۲۰–۲۰۲۳، ایران با کمبود شدید انرژی و مشکلات اقتصادی مواجه است که گزارش‌های متناقضی حاکی از رکود و انقباض اقتصادی است. این گزارش‌ها بار دفاعی بسیار بیشتری را نشان می‌دهد. همچنین، تورم به‌طور رسمی ۴۴٫۵۸٪ گزارش شده است، اما افزایش قیمت مواد غذایی حاکی از تورم واقعی بسیار بالاتر، احتمالاً حدود ۷۰٪ است.

## زمینه
فروپاشی حکومت‌های استبدادی اغلب توسط بسیج عمومی در مقیاس بزرگ و اقدام جمعی انجام می‌شود. تصمیم یک فرد برای شرکت در چنین اقداماتی، از جمله اعتصابات و اعتراضات، اغلب تحت تأثیر درک او از تمایل دیگران برای مشارکت در تلاش‌های مشابه است. در نتیجه، دولت‌های خودکامه اغلب داده‌های اقتصادی را دستکاری می‌کنند تا تصورات عمومی را در مورد وضعیت واقعی اقتصاد تغییر دهند. چنین رژیم‌هایی با ارائه تصویری گمراه‌کننده مثبت، این باور را که اقتصاد در حال مبارزه است، منصرف می‌کند و از درک نارضایتی گسترده توسط مردم جلوگیری می‌کند و در نتیجه احتمال تظاهرات گسترده و تغییر رژیم بالقوه را کاهش می‌دهد.

## تولید ناخالص داخلی (GDP)
در سال‌های ۲۰۲۰–۲۰۲۳ داده‌های رسمی نرخ رشد قابل توجهی از تولید ناخالص داخلی سرانه ایران را نشان می‌دهد. از سوی دیگر، از سال ۲۰۲۴، ایران از یک بحران بزرگ انرژی رنج می‌برد، زیرا بسیاری از پالایشگاه‌ها و نیروگاه‌های آن زیر ظرفیت کار می‌کنند. عرضه انرژی ایران در حال حاضر ناپایدار است و خاموشی‌ها و کمبودهای مکرر بر زندگی روزمره، صنایع و خدمات ضروری تأثیر گذاشته است. این کمبود در مایحتاج اولیه روزانه یک شاخص بالقوه از عملکرد اقتصادی بدتر از آنچه در داده‌های رسمی منعکس شده است.
طبق گفته «خانه آزادی» ایران «غیرآزاد» محسوب می‌شود. شناخته شده است که حکومت‌های استبدادی نرخ رشد گزارش شده خود را تا ۲۵٪ افزایش می‌دهند.
در اوایل سال ۲۰۲۰، گزارش‌های متناقضی در خصوص عملکرد اقتصادی ایران در ۹ ماهه اول سال ۲۰۱۹ منتشر شد. در همین سال فرهاد دژپسند، وزیر اقتصاد ایران، رشد قابل توجهی در بخش کشاورزی و افزایش ۷٫۵ درصدی در بخش صنعت را مدعی شد که نشان دهنده رشد مثبت اقتصاد غیرنفتی است. در مقابل، مرکز آمار ایران از انقباض کلی اقتصادی ۷٫۶٪ با احتساب درآمدهای نفتی و نرخ رشد صفر بدون احتساب نفت خبر داد که در عوض رکود اقتصادی قابل توجهی را نشان می‌دهد. ادعای رشد اقتصادی ۷٫۴ درصدی حسن روحانی در دوران ریاست جمهوری خود با انتقاد اقتصاددانان و قانونگذاران ایرانی مواجه شد و آنها صحت و شفافیت ارقام را زیر سؤال بردند. منتقدان استدلال کردند که رشد گزارش شده با تولید صنعتی یا بهبود اشتغال همبستگی ندارد، که نشان می‌دهد ممکن است داده‌ها برای ارائه تصویر مطلوب تری از اقتصاد ایران دستکاری شده باشد.

## بخش کار بخش دولتی
بر اساس آمار رسمی، ۱۴٫۷۷ درصد از کارکنان ایرانی در بخش دولتی مشغول به کار هستند. این عدد با کشورهای OECD - سازمان توسعه و همکاری اقتصادی قابل مقایسه است.
متوسط نرخ مشارکت نیروی کار در کشورهای ٪OECD ۷۸٫۸ است. این در حالی است که نرخ معادل آن در ایران تنها حدود ۴۱٪ است. جمهوری اسلامی ایران دارای حقوق و دستمزد دولتی گسترده و پیچیده است که تقریباً ۸ میلیون نفر مستقیماً از دولت مزایای مالی دریافت می‌کنند. این شبکه گسترده شامل شاخه‌های دولتی، ارتش، سازمان‌های شبه دولتی و نهادهای تحت نظارت مستقیم رهبر معظم انقلاب، سید علی خامنه‌ای است. تقریباً ۳ میلیون نفر به‌طور رسمی در سه شاخه دولت، نیروهای مسلح و نهادهای رهبری مشغول به کار هستند. اینها شامل کارکنان بوروکراتیک، کارمندان دولتی و پرسنل نظامی یونیفرم پوش می‌شود. فراتر از ساختار رسمی دولت، حدود ۲٫۳ میلیون ایرانی در نهادهای شبه دولتی از جمله شرکت‌های دولتی، بانک‌های ملی، شهرداری‌ها و دانشگاه آزاد اسلامی مشغول به کار هستند. علاوه بر این، تقریباً ۲٫۵ میلیون مستمری بگیر وجود دارد که غالباً از کمیته امداد، یک سازمان خیریه تحت کنترل دولت، کمک هزینه دریافت می‌کنند. این شبکه اشتغال به این معنی است که از هر ده شهروند ایرانی تقریباً یک نفر با دولت ارتباط مالی منظمی دارد. چنین دسترسی گسترده‌ای به دستگاه امنیتی نیز گسترش می‌یابد، جایی که نسبت پرسنل مسلح به شهروندان عادی تقریباً ۱:۱۴۰ است، در حالی که تعداد پرسنل امنیتی، از جمله عوامل اطلاعاتی، حدود ۱ در هر ۲۸۰۰ شهروند است.
بخش قابل توجهی از استخدام دولتی در اختیار نهادهایی است که مستقیماً توسط رهبر معظم انقلاب علی خامنه ای کنترل می‌شود. نهادهای کلیدی عبارتند از:
- بنیاد مستضعفان : این مؤسسه با استخدام حدود ۴۹ هزار و ۵۰۰ نفر در ۱۹۰ هلدینگ و شرکت، دارایی‌های اقتصادی قابل توجهی را مدیریت می‌کند و با منافع مالی مقام معظم رهبری ارتباط تنگاتنگی دارد.
- آستان قدس رضوی : با بیش از ۱۶۰۰۰ پرسنل، مدیریت حرم امام رضا در مشهد را بر عهده دارد و هم بر امور مذهبی و هم بر عملیات تجاری گسترده نظارت دارد.
- صدا و سیمای جمهوری اسلامی ایران: صدا و سیما به عنوان اصلی‌ترین رسانه دولتی، حدود ۱۴۶۰۰ کارمند دارد که نقش کلیدی در کنترل اطلاعات و انتشار تبلیغات دارد.
- کمیته امداد: این مؤسسه خیریه ۱۱۸۰۰ نفر را استخدام می‌کند که در عین حال به عنوان ابزاری برای نفوذ رژیم بر جمعیت‌های آسیب‌پذیر اقتصادی، کمک توزیع می‌کنند.
- اجرای فرمان امام خمینی (EIKO): این مجموعه قدرتمند مالی حدود ۷۴۰۰ نفر را استخدام می‌کند و دارایی‌های عظیم دولتی را از طریق شرکت‌های تابعه مانند گروه توسعه اقتصادی تدبیر مدیریت می‌کند.
- گروه دارویی برکت : برکت یکی از زیرمجموعه‌های کلیدی EIKO است که تقریباً ۴۰۰۰ نفر را استخدام می‌کند و در طول همه‌گیری کووید-۱۹ برای تولید واکسن COVIran Barekat به شهرت رسید.
- سازمان تبلیغات اسلامی: این نهاد با استخدام ۱۷۰۰ نفر بر کنترل عقیدتی از طریق رویدادهای فرهنگی، راهپیمایی‌های دولتی و رسانه‌هایی مانند خبرگزاری مهر تمرکز دارد.
- سازمان هنری انقلاب اسلامی (دفتر هنری): این سازمان با ۶۴۲ کارمند به تولید آثار فرهنگی مورد تأیید دولت از جمله فیلم و ادبیات تبلیغاتی می‌پردازد.
- دادگاه ویژه روحانیت : یک نهاد قضایی با ۲۷۱ کارمند، این نهاد به پرونده‌های روحانیون رسیدگی می‌کند که اغلب مخالفان درون خود روحانیت را هدف قرار می‌دهند.

با وجود گستردگی حقوق و دستمزد دولتی، بسیاری از کارمندان دولت ایران با مشکلات مالی قابل توجهی مواجه هستند. حقوق برای بسیاری از این موقعیت‌ها می‌تواند تا ۲۰۰ دلار در ماه باشد. با این وجود، همه کارمندان دولتی دستمزد پایینی دریافت نمی‌کنند. برخی از نمایندگان مجلس حقوق ماهیانه بین ۲۰۰–۲۵۰ میلیون تومان (یا بیش از ۵۹۱۷۲ دلار بر اساس نرخ ارز ژانویه ۲۰۲۴) دریافت می‌کنند. علاوه بر این، در اعیاد مذهبی و «روز مجلس» و «روز کارمند» مبالغ اضافی به همراه مزایایی مانند «تنقلات نوروز و شب یلدا» دریافت می‌کنند.

### هزینه‌های مربوط به نظامی
طبق آمار رسمی تا سال ۲۰۲۳، ایران ۱۰٫۳ میلیارد دلار آمریکا یا ۲٫۱٪ از تولید ناخالص داخلی خود را برای دفاع ملی هزینه کرده است. این درصد مشابه کشورهایی مانند انگلستان، فرانسه و فنلاند است. بر اساس لایحه بودجه سال ۲۰۲۵، دولت ۱۲ میلیارد نفت اضافی به ارزش یورو در اختیار سپاه پاسداران انقلاب اسلامی و نیروی انتظامی قرار می‌دهد و می‌توانند آن را به خریداران خارجی بفروشند. علاوه بر این، ایران از حزب‌الله، حوثی‌های یمن، شبه‌نظامیان عراقی و حماس حمایت مالی می‌کند. متوسط بودجه سالانه تخصیص یافته به تأمین مالی نمایندگان ایران ۱٫۶ میلیارد دلار آمریکا برآورد شده است. علاوه بر این، ایران ۵۰ میلیارد دلار برای تأمین امنیت رژیم اسد در سوریه سرمایه‌گذاری کرد، سرمایه ای که با توجه به پایان رژیم اسد، سرمایه‌گذاری ناموفقی بود. هنگام برآورد هزینه‌های دفاعی ایران باید هزینه برنامه هسته ای و کل هزینه‌های اقتصادی آن را در نظر گرفت. برآورد هزینه برنامه هسته ای ایران ۵۰۰۰ میلیارد دلار است. در نتیجه برنامه هسته ای ایران تحت تحریم‌های بین‌المللی قرار گرفت. تحریم‌ها باعث رکود طولانی مدتی شد که طی ۱۲ سال ۱٫۲ تریلیون دلار برای ایران هزینه داشت. هزینه‌های اضافی که در نتیجه هزینه‌های دفاعی و ماهیت آنها و تحریم‌های بین‌المللی بر ایران تحمیل می‌شود، کاهش عمده سرمایه‌گذاری‌های مستقیم خارجی (FDI) است. ایران از سال ۲۰۱۱ تا ۲۰۲۱ کاهشی حدود ۸۰ درصدی در FDI داشته است.

### داده‌های تورم
نرخ تورم رسمی ایران در سال ۲۰۲۳، ۴۴٫۵۸٪ بوده است. طبق آمار نامبئو از سال ۲۰۱۰ تا ۲۰۲۳ قیمت شیر در تهران ۱۴۰٪ (در مقایسه با ۶۵٪ در برلین)، قیمت نان ۲۳۵٪ (در مقایسه با ۱٪- در برلین)، قیمت تخم مرغ ۱۶۳٪ افزایش یافته است. درصد (در مقایسه با ۹۸٪ در برلین)، قیمت سیب زمینی از سال ۲۰۱۲ تا ۲۰۲۳ ۱۹۹٪ افزایش یافته است. (در مقایسه با ۱۱۸٪ در برلین)، قیمت برنج از سال ۲۰۱۱ تا ۲۰۲۳ به میزان ۱۱۲٪ (در مقایسه با ۴۰٪ در برلین)، و قیمت فیله مرغ از سال ۲۰۱۱ تا ۲۰۲۳ به میزان ۱۸۵٪ (در مقایسه با ۴۲٪ در برلین) افزایش یافته است. برلین).
افزایش بی‌رویه قیمت‌ها به ویژه مواد غذایی باعث شد تا مردم نرخ تورم را بالاتر از نرخ‌های رسمی ببینند. همچنین جهش قیمت‌ها باعث شد که حقوق کفاف نیازهای اولیه را ندهد. حداقل هزینه زندگی در ایران ۵۰۰ دلار تخمین زده می‌شود، اما دستمزد کارگران تنها ۱۳۶ دلار است. فرسایش سریع قدرت خرید حقوق، این ظن را ایجاد کرد که نرخ تورم واقعی بالاتر از نرخ گزارش شده است. همچنین رسانه‌های ایرانی مدعی شدند که نرخ واقعی تورم در سال ۲۰۲۳ ۷۰٪ بوده است. [
- تورم مواد غذایی در ایران را نیز ببینید

## بار دفاعی
طبق آمار رسمی تا سال ۲۰۲۳، ایران ۱۰٫۳ میلیارد دلار آمریکا یا ۲٫۱٪ از تولید ناخالص داخلی خود را برای دفاع ملی هزینه کرده است. این درصد مشابه کشورهایی مانند انگلستان، فرانسه و فنلاند است. بر اساس لایحه بودجه سال ۲۰۲۵، دولت ۱۲ میلیارد نفت اضافی به ارزش یورو در اختیار سپاه پاسداران انقلاب اسلامی و نیروی انتظامی قرار می‌دهد و می‌توانند آن را به خریداران خارجی بفروشند.
علاوه بر این، ایران از حزب‌الله، حوثی‌های یمن، شبه‌نظامیان عراقی و حماس حمایت مالی می‌کند. متوسط بودجه سالانه تخصیص یافته به تأمین مالی نمایندگان ایران ۱٫۶ میلیارد دلار آمریکا برآورد شده است. علاوه بر این، ایران ۵۰ میلیارد دلار برای تأمین امنیت رژیم اسد در سوریه سرمایه‌گذاری کرد، سرمایه‌گذاری که با توجه به پایان رژیم اسد، سرمایه‌گذاری ناموفقی بود.
هنگام برآورد هزینه‌های دفاعی ایران باید هزینه برنامه هسته ای و کل هزینه‌های اقتصادی آن را در نظر گرفت. برآورد هزینه برنامه هسته ای ایران ۵۰۰ میلیارد دلار است. در نتیجه برنامه هسته ای ایران تحت تحریم‌های بین‌المللی قرار گرفت. تحریم‌ها باعث رکود طولانی مدتی شد که طی ۱۲ سال ۱٫۲ تریلیون دلار برای ایران هزینه داشت. هزینه‌های اضافی که در نتیجه هزینه‌های دفاعی و ماهیت آنها و تحریم‌های بین‌المللی بر ایران تحمیل می‌شود، کاهش عمده سرمایه‌گذاری‌های مستقیم خارجی (FDI) است. ایران از سال ۲۰۱۱–۲۰۲۱ تقریباً ۸۰٪ کاهش FDI را تجربه کرد.

## مدارک تحصیلی جعلی
ایران از تحصیل بیش از حد و عرضه بیش از حد مدارک دانشگاهی رنج می‌برد. در سال‌های ۲۰۱۵–۲۰۱۶، بیش از ۴٫۳ میلیون دانشجو در دانشگاه‌های ایران ثبت نام کرده‌اند که بیش از ۵٪ از کل جمعیت کشور یا ۷٫۴٪ از جمعیت بزرگسال (۱۹ سال به بالا) را تشکیل می‌دهد. در فشرده سازی، در سال ۲۰۱۶، ۲۰٫۴ میلیون دانش آموز، یا کمی بیش از ۶٪ از جمعیت ایالات متحده (۸٫۳٪ از جمعیت بزرگسال ایالات متحده در سن ۱۹سال و بالاتر)، در کالج شرکت کردند. اقتصاد ایالات متحده در آن زمان تقریباً ۴۷ برابر اقتصاد ایران بود و بسیاری از فارغ التحصیلان کالج‌ها و دانشگاه‌های ایالات متحده اتباع خارجی هستند که احتمالاً به نیروی کار کشور خود کمک خواهند کرد.
حقوق و دستمزد کارگران در خدمات دولتی ایران به میزان قابل توجهی متأثر از مدرک تحصیلی کارگر است. یک افسر دولتی در ایران با تحصیلات دبیرستانی می‌تواند به‌طور متوسط ۵۴۷٬۲۰۰٬۷۰۰ ریال حقوق دریافت کند. یک افسر دولتی در ایران با مدرک یا مدرک دیپلم می‌تواند به‌طور متوسط ۶۲۷٬۶۰۰٬۴۰۰ ریال حقوق دریافت کند. یک افسر دولتی در ایران با تحصیلات لیسانس می‌تواند به‌طور متوسط ۸۴۵٬۹۹۸٬۱۰۰ ریال حقوق دریافت کند. یک افسر دولتی در ایران با تحصیلات کارشناسی ارشد می‌تواند به‌طور متوسط ۱٬۰۶۴٬۴۰۰٬۶۰۰ ریال حقوق دریافت کند. در نهایت یک افسر دولتی با مدرک دکترا ۱٬۳۲۲٬۰۹۷٬۰۰۶ ریال حقوق دریافت می‌کند.
حق بیمه قابل توجه دستمزد به درجه، حق بیمه ای که کیفیت مدرک را در نظر نمی‌گیرد، صنعت مدارک جعلی را ایجاد کرد. بسیاری از افراد در ایران برای دریافت مدارک تحصیلی و دکتری جعلی به بازار زیرزمینی روی آورده‌اند. این مدارک تقلبی به کسانی فروخته می‌شود که به دنبال بهبود چشم‌انداز شغلی خود یا جلب رضایت سیاسی هستند. این بازار به مدارک سطح پایین محدود نمی‌شود، بلکه به مدارک تحصیلی پیشرفته، از جمله مدارک دکترا نیز گسترش می‌یابد، که اغلب برای کسب اعتبار و پیشرفت در دنیای حرفه ای ضروری هستند. قیمت چنین مدارکی می‌تواند بسیار بالا باشد و دکترا تا $۹٬۰۰۰ فروخته می‌شود.

## وضعیت نابرابری
بر اساس داده نابرابری بانک جهانی، شاخص جینی در ایران در سال ۲۰۰۲ برابر با ۳۴٫۸ بوده است. سطحی که کاملاً معتدل در نظر گرفته می‌شود. نگاهی دقیق‌تر به داده‌ها نشان می‌دهد که ۱۰٪ برتر، ۵۲٫۷٪ از درآمد ملی را در اختیار دارند که سهم بیشتری از ایالات متحده آمریکا یا کشورهای اروپایی است. همچنین گزارش مرکز آمار ایران در سال ۲۰۲۴ حاکی از افزایش شکاف درآمدی بین طبقات اجتماعی در مناطق شهری است. بر اساس داده‌ها، نابرابری درآمد در حال افزایش است.
نابرابری در خدمات عمومی وجود دارد، بسیاری از کارمندان دولت ایران با مشکلات مالی قابل توجهی روبرو هستند. حقوق برای بسیاری از این موقعیت‌ها می‌تواند تا ۲۰۰$ در ماه باشد. با این وجود، همه کارمندان دولتی دستمزد پایینی دریافت نمی‌کنند. برخی از نمایندگان مجلس حقوق ماهیانه بین ۲۰۰–۲۵۰ میلیون تومان (یا بیش از $ ۵۹٬۱۷۲ بر اساس نرخ ارز ژانویه ۲۰۲۴) دریافت می‌کنند. علاوه بر این، در اعیاد مذهبی و «روز مجلس» و «روز کارمند» مبالغ اضافی به همراه مزایایی مانند «تنقلات نوروز و شب یلدا» دریافت می‌کنند.
این نابرابری در تامین آب نیز وجود دارد: در مناطق فقیرنشین تهران با تأمین آب ناکافی و کیفیت آب خطرناک دست و پنجه نرم می‌کنند، در حالی که مناطق مرفه که محل اسکان بسیاری از نخبگان اقتصادی کشور - از جمله مقامات بلندپایه دولتی و سپاه پاسداران انقلاب اسلامی هستند - هستند. تا حد زیادی از این سختی‌ها معاف هستند. این محله‌های ممتاز دارای استخرهای خصوصی متعدد و فضاهای سبز وسیع هستند.